# Марі Меверс
Марі Меверс (нім. Marie Mävers, нар. 13 лютого 1991, Гамбург, Німеччина) — німецька хокеїстка на траві, бронзова призерка Олімпійських ігор 2016 року.

## Виступи на Олімпіадах
| Олімпіада           | Дисципліна     | Місце |
| ------------------- | -------------- | ----- |
| Лондон 2012         | хокей на траві | 7     |
| Ріо-де-Жанейро 2016 | хокей на траві | 3     |

## Зовнішні посилання
- Марі Меверс — олімпійська статистика на сайті Sports-Reference.com (англ.) (архівна версія)